# Grégory Deswarte
Grégory Deswarte est un footballeur français né le 22 juin 1976 à Dunkerque (Nord). 
Il a évolué comme défenseur à Calais. Avec ce club, il a été finaliste de la Coupe de France en 2000. Lors de cette saison, il était agent de sécurité-médiateur parallèlement à sa carrière de footballeur.

## Carrière de joueur
- 1998-2001: Calais RUFC

## Palmarès
- Finaliste de la Coupe de France en 2000 avec le Calais RUFC